# Bank Brussel Lambert

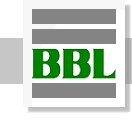
BBL logo

De Bank Brussel Lambert, afgekort BBL, was een Belgische bank die in 1975 ontstond uit de fusie tussen de Bank van Brussel (sinds 1871) en de Bank Lambert (sinds 1930, opgericht door de familie Lambert). De Bank Brussel Lambert verwierf een stevige positie in België, maar stond vooral sterk in het Brussels gewest, voortbouwend op de fundamenten van de Bank van Brussel. 

## Geschiedenis
Op 30 juni 1975 vond de fusie tussen de Bank van Brussel en de Bank Lambert plaats.

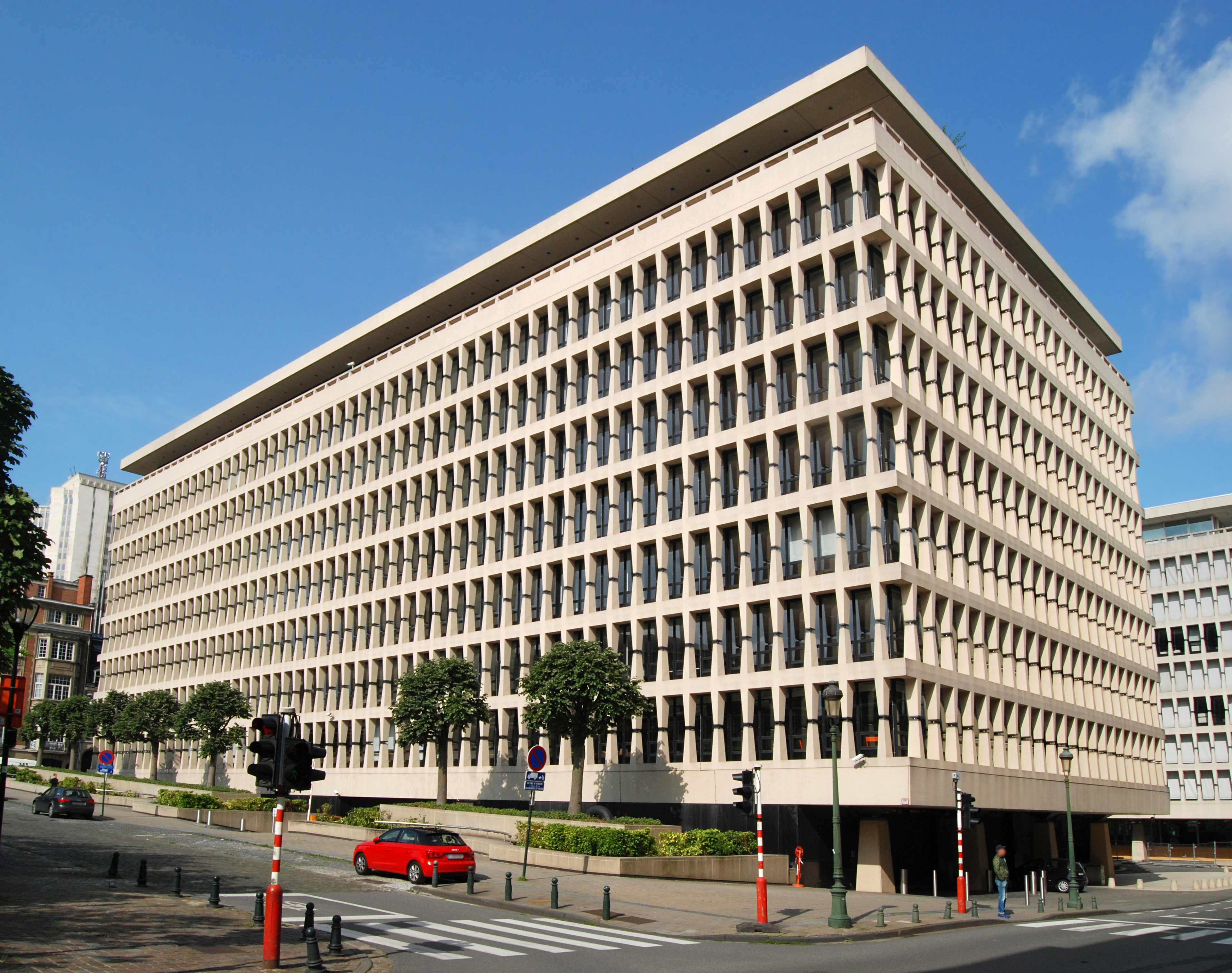
Het gebouw van de Bank Brussel Lambert aan de Marnixlaan

### Overname door ING
In de jaren 90 werd BBL, door het ontbreken van een stabiel aandeelhouderschap, de speelbal van overnamegerichte aankopen van aandelen.
Drie grootaandeelhouders, die samen bij BBL de 'controlegroep' vormden, hadden in totaal 37,14 procent van de aandelen in handen: Groupe Bruxelles Lambert (het beleggingsbedrijf van de Waalse geldmagnaat Albert Frère) met 12,44% van de aandelen, Royale Belge (onderdeel van de Franse verzekeraar AXA) met 12,37% van de aandelen en de groep Gemeentekrediet-Banque Internationale à Luxembourg (BIL) met 12,33% van de aandelen. De Zwitserse verzekeraar Winterthur en de beleggingsmaatschappij Befco hadden respectievelijk 8,23 procent en 6,73 procent van de aandelen in handen. ING Nederland had eind 1997 een belang van 13,5% opgebouwd. De overige 31% van de aandelen waren in handen van institutionele beleggers, kleine aandeelhouders en het personeel.
In 1997 kondigde het Nederlandse ING, op zoek naar een tweede thuismarkt, zich als ernstige bieder aan. In eerste instantie hoopte het Belgische management van de BBL een overname door ING af te wenden, onder meer door een fusie met Royale Belge of een fusie tussen BBL en het Gemeentekrediet.
Op 12 november 1997 deed ING een bod van 9 miljard gulden (4,084 miljard euro) dat aanvaard werd door de drie grootste bestaande aandeelhouders, onder aanvoering van Albert Frère. ING zag zich zo, mede dankzij de steun van het bevriende Befco, verzekerd van een belang van meer dan 50% waardoor de andere aandeelhouders niet dienden te hopen op een hoger bod.
Vanaf begin 1998 werd BBL zo een volledige dochter van ING Groep. Na de overname vonden kleine visuele wijzigingen plaats aan het groene logo van BBL, met name de introductie van een oranje accent. In het verlengd weekend van 19 april 2003 werd de naam van de vennootschap gewijzigd in ING België en verdween het groene BBL-logo definitief uit het straatbeeld.
Groep Brussel Lambert (GBL), die tot op heden het enige is dat nog doet terugdenken aan het roemruchte verleden van de Brusselse bank, bleef als holding (onder meer als grootste aandeelhouder van Ontex) zelfstandig verder werken en staat nog steeds genoteerd op de Brusselse beurs.

## Gebouw
Het hoofdkwartier en de zetel van BBL (nu een gebouw van ING) was het Bank Lambert-gebouw op de Marnixlaan 24 te Brussel. Dit modernistische gebouw is het enige Europese gebouw van de beroemde Amerikaanse architect Gordon Bunshaft. Het is een van de belangrijkste modernistische gebouwen in België.
Het gros van de centrale diensten van BBL was gevestigd in het gebouw Sint-Michielswarande te Etterbeek, aan metro- en treinstation Merode.

## Reisbureau
De Bank Brussel Lambert was ook actief in de reissector. Begin 1978 telde de keten 22 reisbureaus, gevestigd te Brussel (Koningsplein 6 en Anspachlaan 2), Etterbeek (Wetstraat 219) en Elsene (Marnixlaan 24), Aalst (Hopmarkt 5), Antwerpen (Lange Gasthuisstraat 10), Aarlen (Rue des Capucins 1), Brugge (Markt 18-19), Charleroi (Place Abert 1er 30), Eupen (Rue de Verviers 1), Gent ( Korenmarkt 33), Hasselt (Maagdendries 1), Kortrijk (Rijselsestraat 5), La Louvière (Rue Albert 1er 17), Leuven (Bondgenotenlaan 25), Luik (Rue G. Clémenceau 9), Louvain-la-Neuve (Grand-Rue 66), Bergen (Rue de la Coupe 5), Namen (Square Léopold 2), Tienen (Leuvensestraat 29), Doornik (Quai Dumon 3) en Verviers (Place Verte 27).

## Bestuur
| Periode     | Voorzitter van het directiecomité |
| ----------- | --------------------------------- |
| 1975 - 1986 | Jacques Thierry                   |
| 1986 - 1990 | John Dils                         |
| 1990 - 1992 | Theo Peeters                      |
| 1992 - 1996 | Daniël Cardon de Lichtbuer        |
| 1997 - 1998 | Michel Tilmant                    |

| Periode     | Voorzitter van de raad van bestuur |
| ----------- | ---------------------------------- |
| 1981 - 1985 | André Dequae                       |
| 1986 - 1993 | Jacques Thierry                    |
| 1993 - 1997 | Jacques Moulaert                   |
| 1997 - 1998 | Michel Tilmant                     |